# Ricania striata
Ricania striata är en insektsart som först beskrevs av Fabricius 1803.  Ricania striata ingår i släktet Ricania och familjen Ricaniidae. Inga underarter finns listade i Catalogue of Life.